# Cantón de Lanta
El cantón de Lanta era una división administrativa francesa que estaba situada en el departamento de Alto Garona y la región de Mediodía-Pirineos.

## Composición
El cantón estaba formado por diez comunas:
- Aigrefeuille
- Aurin
- Bourg-Saint-Bernard
- Lanta
- Lauzerville
- Préserville
- Sainte-Foy-d'Aigrefeuille
- Saint-Pierre-de-Lages
- Tarabel
- Vallesvilles

## Supresión del cantón de Lanta
En aplicación del Decreto nº 2014-152 de 13 de febrero de 2014, el cantón de Lanta fue suprimido el 22 de marzo de 2015 y sus 10 comunas pasaron a formar parte; seis del nuevo cantón de Revel y cuatro del nuevo cantón de Escalquens.